# Anita Pipan
Anita Pipan (ur. 1970 w Lublanie) – słoweńska prawniczka i dyplomatka.

## Życiorys
Ukończyła studia prawnicze na Uniwersytecie Lublańskim. Studiowała także w Paryżu i Buenos Aires. W latach 2006–2009 pracowała jako dyrektor generalny Direktorata za načrtovanje politik in politično multilateralo (ds. planowania polityki i multilateralizmu) w Ministerstwie Spraw Zagranicznych. W latach 2009–2013 pełniła funkcję ambasadora Słowenii w Belgii i od 2009 ambasadora w Luksemburgu. 31 sierpnia 2011 przedstawiła listy uwierzytelniające przewodniczącemu Komisji Unii Afrykańskiej Jean Ping. Była pierwszym stałym przedstawicielem Republiki Słowenii przy Unii Afrykańskiej. 30 stycznia 2012 w Kingston Pipan przedstawiła swoje listy uwierzytelniające gubernatorowi generalnemu Jamajki Patrickowi Allenowi zostając pierwszą ambasadorką Słowenii niebędącą rezydentem. W latach 2013–2014 była koordynatorem krajowym Unii na rzecz Regionu Morza Śródziemnego, a od 2014–2015 szefem Sektorja za mednarodne organizacije (ds. Organizacji Międzynarodowych). Od listopada 2015 do 2019 pełniła funkcję ambasadora w Grecji. W 2019 została krajowym koordynatem ds. współpracy gospodarczej i rozwoju, szefem stałej międzyresortowej grupy roboczej ds. organizacji współpracy gospodarczej i rozwoju. 13 grudnia 2019 została dyrektorem generalnym Direktorata za skupno zunanjo in varnostno politiko (ds. polityki zagranicznej i bezpieczeństwa.
W 2021 została mianowana dyrektorem generalnym Direktorata za multilateralo in razvojno sodelovanje (ds. współpracy wielostronnej i rozwojowej). Biegle posługuje się językiem angielskim, hiszpańskim, francuskim i chorwacko-serbskim.